# Sosnabar
Sosnabar es una localidad del estado mexicano de Guanajuato. Es parte del municipio de San Miguel de Allende.

## Demografía
| Gráfica de evolución demográfica |
|                                  |

| Censo | Población |
| ----- | --------- |
| 1950  | 124       |
| 1960  | 181       |
| 1970  | 238       |
| 1980  | 634       |
| 1990  | 590       |
| 2000  | 782       |
| 2010  | 1 035     |
| 2020  | 1 028     |